# Стюартія

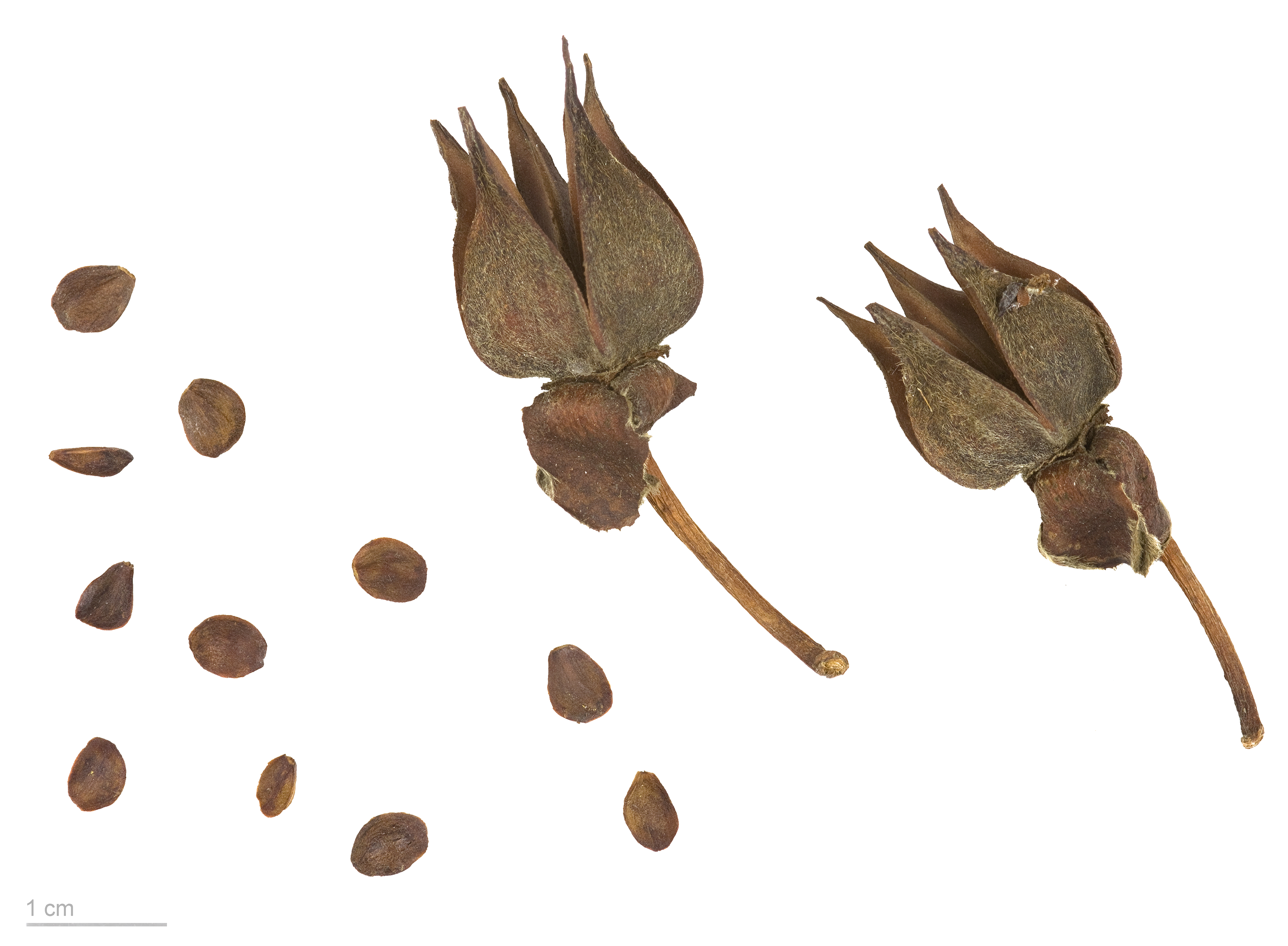
Stewartia koreana - Тулузький музей

Стюартія (Stewartia) — рід дводольних квіткових рослин, включений до триби Stewartieae родини Чайні (Theaceae). Єдиний рід триби.

## Назва
Наукову назву роду було вперше вжито Карлом Ліннеєм у 1741 році. Лінней описав новий вид Stewartia malacodendron по малюнку Фрідріха Ерхарта із зразків Айзека Лоусона. У листі до Ліннею Лоусон просив назвати цю рослину ім'ям Джона Стюарта, шотландського дворянина, який захоплювався ботанікою.

## Ботанічний опис
Представники роду - листопадні, рідше вічнозелені чагарники або дерева, що досягають 20 м заввишки.
Листя на коротких крилатих черешках, ланцетоподібної, яйцеподібної або еліптичної форми, із зазубреним краєм, шкірясті або плівчасті, загострені до кінця.
Квітки до 12 см у діаметрі, пазушні, поодинокі або в кистеподібних суцвіттях. Приквітки невеликі, які зазвичай не опадають. Чашечка розділена на 5 чашолистків, що нахльостуються один на одного. Віночок білого або світло-жовтого кольору розділений на 5 (іноді 6-8) пелюсток. Тичинки численні, у кількості від 50 до 150, ближче до основи, що зростаються в тичинкову трубку. Маточки в числі 1 або 5, з цільним або 4—6-роздільним приймочком. Зав'язь верхня, п'ятигнездна, з 2—7 сім'язачатками в кожному гнізді.
Плід - коричнева конічна або яйцедібна коробочка, що розкривається п'ятьма стулками. Насіння в числі 2—4, дрібні, зворотнояйцеподібні, блискучі, коричневі або червонуваті, іноді крилаті.
Число хромосом —  x = 15, 18.

## Ареал
Види роду Стюартія в природних умовах поширені у Східній Азії та на сході Північної Америки. Вічнозелені види відомі лише з Азії.

## Таксономія

### Синоніми
- Cavanilla Salisb., 1796, nom. illeg.
- Hartia Dunn, 1902
- Malachodendron Mitch., 1769
- Malachodendrum Juss., 1789, orth. var.
- Malacodendron Giseke, 1792, orth. var.
- Melachodendron Michx., 1803, orth. var.
- Stevartia Rchb., 1827, orth. var.
- Stuartia L'Hér., 1789, orth. var.

### Види
- Stewartia calcicola T.L.Ming & J.Li, 1996
- Stewartia cordifolia (H.L.Li) J.Li & T.L.Ming, 1996
- Stewartia crassifolia (S.Z.Yan) J.Li & T.L.Ming, 1996
- Stewartia densivillosa (Hu ex Hung T.Chang & C.X.Ye) J.Li & T.L.Ming, 1996
- Stewartia laotica (Gagnep.) J.Li & T.L.Ming, 1996
- Stewartia malacodendron L., 1753 — Стюартія малакодендрон
- Stewartia medogensis J.Li & T.L.Ming, 1996
- Stewartia micrantha (Chun) Sealy, 1967
- Stewartia monadelpha Siebold & Zucc., 1841 — Стюартія однобратна
- Stewartia ovata (Cav.) Weath., 1939 — Стюартія яйцеподібна
- Stewartia pseudocamellia Maxim., 1867 — Стюартія псевдокамелія
- Stewartia pteropetiolata W.C.Cheng, 1934
- Stewartia rostrata Spongberg, 1974
- Stewartia rubiginosa Hung T.Chang, 1950
- Stewartia serrata Maxim., 1867
- Stewartia sichuanensis (S.Z.Yan) J.Li & T.L.Ming, 1996
- Stewartia sinensis Rehder & E.H.Wilson, 1915 — Стюартія китайська
- Stewartia sinii (Y.C.Wu) Sealy, 1967
- Stewartia villosa Merr., 1929